# The Musketeers
The Musketeers is een historische actie-dramaserie van de BBC gebaseerd op de personages uit de roman De drie musketiers van Alexandre Dumas en is een coproductie met BBC America en BBC Worldwide. De eerste aflevering was op 19 januari 2014 op BBC One te zien.
Op 9 februari 2014 werd bekend dat de serie een tweede seizoen zou krijgen, dat op 2 januari 2015 voor het eerst uitgezonden werd. Op 2 februari 2015 werd een derde seizoen bevestigd.

## Verhaal
In Parijs in 1630 zijn Athos, Aramis en Porthos drie goedgetrainde musketiers die onder leiding van Kapitein Treville de koning en het land beschermen. Ze ontmoeten de jongeman D'Artagnan die zelf ook een musketier hoopt te worden. De serie volgt hen terwijl ze het opnemen tegen criminelen en Spanjaarden die koning Lodewijk de Dertiende bedreigen. Onderhand worden ze tegengewerkt door kardinaal de Richelieu. Aan het begin van het tweede seizoen sterft de kardinaal en nemen de musketiers het op tegen Rochefort, een Spaanse spion die zich voordoet als adviseur van de koning. Later, in seizoen 3, nemen ze het op tegen de nieuwe minister Feron en zijn handlangers. Na het overlijden van Feron neemt zijn handlanger Grimaud het over en volgen er gevechten tot de dood waarin beide partijen mensen verliezen.

## Hoofdrollen
- Tom Burke als Athos
- Santiago Cabrera als Aramis
- Peter Capaldi als Kardinaal de Richelieu (Seizoen 1)
- Howard Charles als Porthos
- Alexandra Dowling als Koningin Anna
- Rupert Everett als Marquis de Feron (seizoen 3)
- Ryan Gage als Koning Lodewijk de Dertiende
- Tamla Kari als Constance Bonacieux
- Maimie McCoy als Milady de Winter
- Matthew McNulty als Lucien Grimaud (seizoen 3)
- Luke Pasqualino als D'Artagnan
- Hugo Speer als Kapitein Treville
- Marc Warren als Rochefort (Seizoen 2)